# Franz Lippert (Anthroposoph)
Franz Lippert (* 9. April 1901 in Wiesentheid; † 26. August 1949 in Traunstein) war Anthroposoph und eine führende Person der biologisch-dynamischen Bewegung in der NS-Zeit. Als SS-Offizier leitete er die Plantage Dachau, eine landwirtschaftliche Versuchsanstalt des KZ Dachau.

## Leben
Lippert besuchte die Oberrealschule in Aschaffenburg und anschließend die Forst- und Kolonialschule Miltenberg. Daneben machte er eine Gärtnerlehre und war Mitglied im Wandervogel, wo erste Kontakte zur Anthroposophie entstanden. 1922 wurde er Mitglied der Anthroposophischen Gesellschaft, 1924 nahm er am Koberwitzer Kurs von Rudolf Steiner teil.
Von 1924 bis 1940 war Lippert Obergärtner beim anthroposophischen Naturkosmetik- und Arzneimittelhersteller Weleda. Danach arbeitete er von 1940 bis 1942 beim Wigowerk in Trittau. Ab 1942 leitete er in Zusammenarbeit mit der ebenfalls anthroposophisch ausgebildeten Martha Künzel den Betrieb des biologisch-dynamischen Anbaus in der Plantage Dachau und trat kurz darauf der Schutzstaffel (SS) bei. Der sogenannte Kräutergarten Dachau wurde von KZ-Häftlingen, vor allem Juden und Sinti und Roma erbaut. 1944 erhielt Lippert besondere Anerkennung für seine Arbeit sowie eine Prämie.
Im Spruchkammerverfahren nach 1945 wurde Lippert als „überhaupt nicht belastet“ eingestuft.

## Werke
- Zur Praxis des Heilpflanzenanbaus (= Demeter-Schriftenreihe; 2/3). Müller, Dresden u. a. 1939.
- Das Wichtigste in Kürze über Kräuter und Gewürze. Nordland-Verlag, Berlin 1944.
- Wirtschaftseigenes Würzfutter. Forschungsring für Biologisch-Dynamische Wirtschaftsweise, Stuttgart 1951.
- Vom Nutzen der Kräuter im Landbau: Ein Weg zum Verständnis biologisch-dynamischer Landwirtschaft; Aus d. Nachlass (=Schriftenreihe „Lebendige Erde“). Forschungsring für Biologisch-Dynamische Wirtschaftsweise, Stuttgart 1953.
- Vom Nutzen der Kräuter im Landbau für Boden, Kompost, Fütterung, Ernährung: e. Weg zum Verständnis biolog.-dynam. Landwirtschaft; aus d. Nachlass. (=Schriftenreihe „Lebendige Erde“). 2., erw. Auflage. Forschungsring für Biolog.-Dynam. Wirtschaftsweise, Darmstadt, 1973.
- Heilpflanzen-Präparate zur Pflege der Dauerfruchtbarkeit der Böden: Sonderdr. aus „Lebendige Erde“. Band 1. Forschungsring für Biolog.-Dynam. Wirtschaftsweise, Darmstadt, 1984.